# Tellang
Tellang is een bestuurslaag in het regentschap Bangkalan van de provincie Oost-Java, Indonesië. Tellang telt 4331 inwoners (volkstelling 2010).